# Esquirol de les palmeres de Temminck
L'esquirol de les palmeres de Temminck (Epixerus ebii) és una espècie de rosegadors de la família dels esciúrids. Viu al Camerun, el Congo, Costa d'Ivori, Guinea Equatorial, el Gabon, Ghana, Libèria i Sierra Leone. Es tracta d'un animal solitari i majoritàriament arborícola. El seu hàbitat natural és el sotabosc de boscos espessos, particularment on hi ha palmeres del gènere Raphia. Està amenaçat per la tala d'arbres i l'expansió dels camps de conreu.
No és clar en honor de què (o qui) s'escollí el nom específic ebii, que es podria referir al riu Ebi, el municipi homònim o el grup ètnic dels ebos.